# 银钩蛾属
银钩蛾属（学名：Auzatellodes）为钩蛾科的一个属。

## 下属物种
本属包括以下物种：
- 阿里山银钩蛾 Auzatellodes arizana (Wileman, 1911)
- Auzatellodes desquamata Strand, 1917
- Auzatellodes theafundum Holloway, 1998